# مديرية ردفان

تعديل مصدري - تعديل

مديرية ردفان إحدى مديريات محافظة لحج في اليمن. بلغ عدد سكانها 43570 نسمة عام 2004.

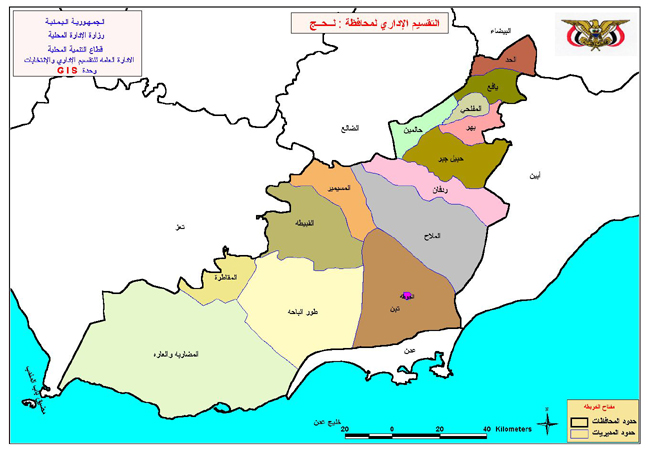
موقع مديرية ردفان في محافظة لحج